# سیمون پتلیورا
سیمون پتلیورا (اوکراینی: Си́мон Васи́льович Петлю́ра؛ ۱۰ مهٔ ۱۸۷۹ – ۲۵ مهٔ ۱۹۲۶) سیاست‌مدار، و روزنامه‌نگار اهل اوکراین بود. وی در دوره حاکمیت کوتاه مدت اوکراین در سالهای ۱۹۱۸–۱۹۲۱، فرمانده ارشد ارتش اوکراین و رئیس‌جمهور مردم اوکراین شد، که منجر به مبارزه اوکراین برای استقلال پس از سقوط امپراتوری روسیه در سال ۱۹۱۷ شد.

## منابع

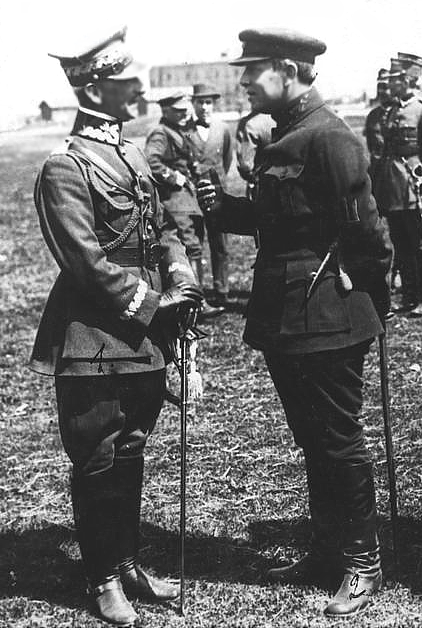
ژنرال لیستوفسکی لهستانی و سیمون پتلیورا در طول حمله کیف (۱۹۲۰)

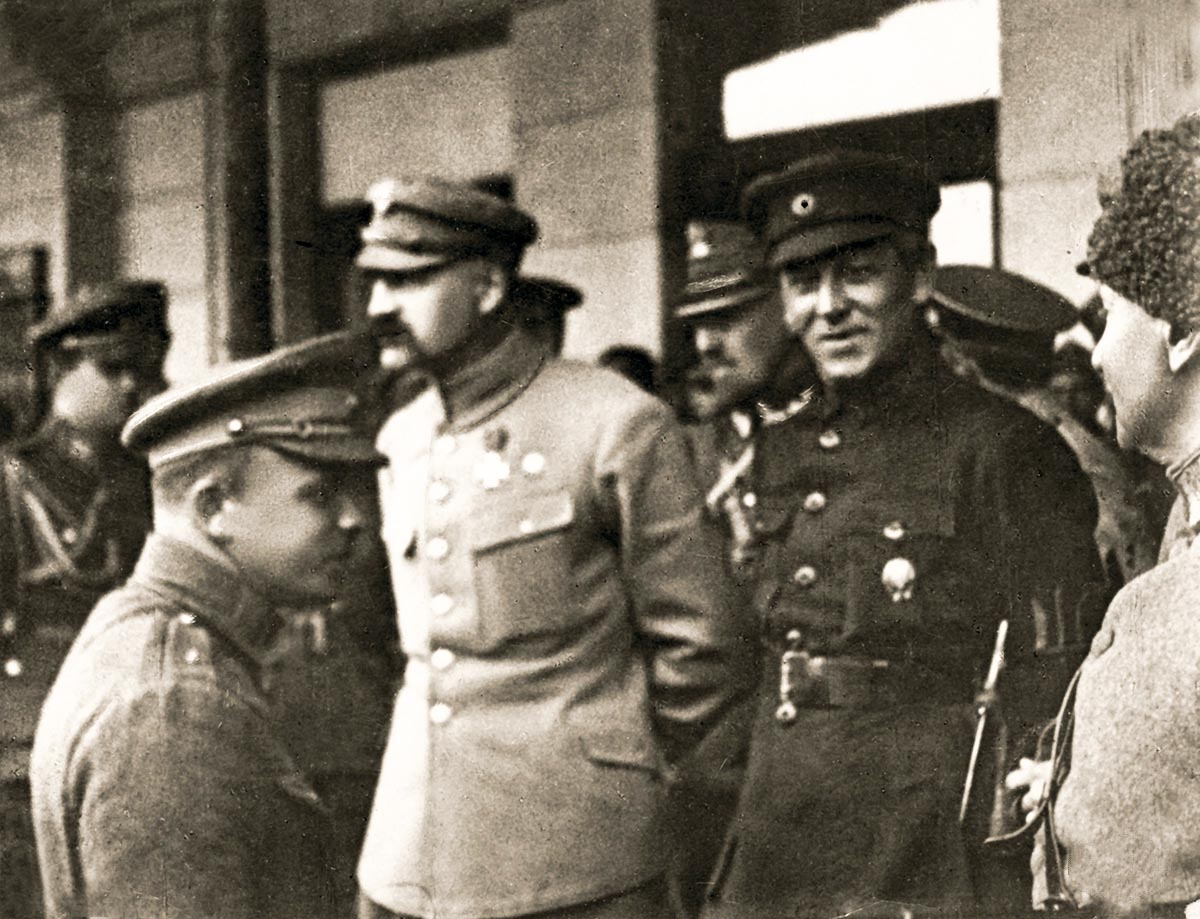
جوزف پیلسودسکی و سیمون پتلیوراکیف، مه۱۹۲۰